# Lathyrus whitei
Lathyrus whitei är en ärtväxtart som beskrevs av Frances Kristina Kupicha. Lathyrus whitei ingår i släktet vialer, och familjen ärtväxter. Inga underarter finns listade i Catalogue of Life.